# Kreuzer (Schiffstyp)

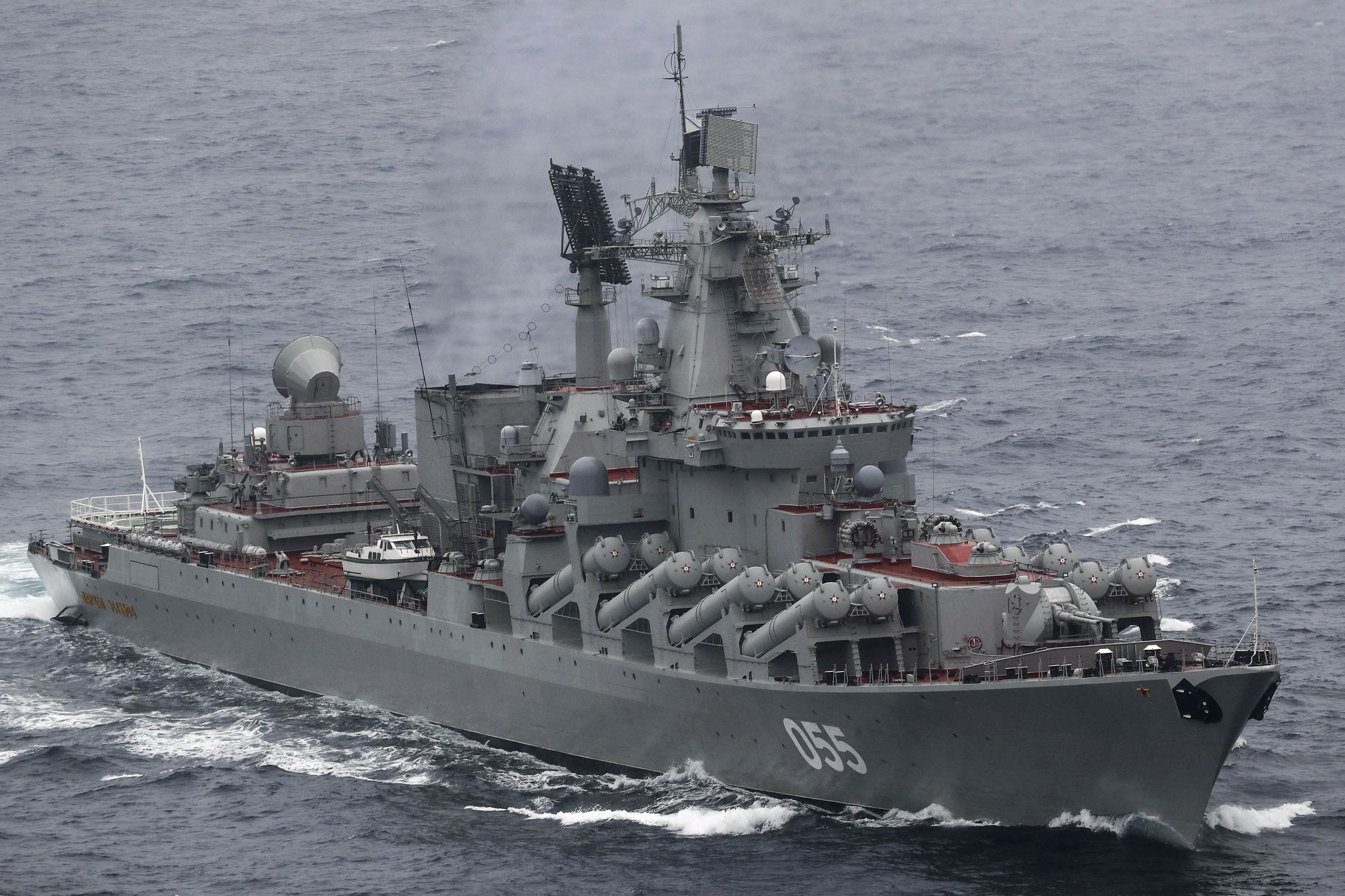
Die Marschall Ustinow, ein moderner Lenkwaffenkreuzer des Projekt 1164 (Slawa-Klasse)

Der Begriff Kreuzer bezeichnet einen Typ von Kriegsschiffen mittlerer Größe. Er hat seinen Ursprung in dem niederländischen Wort „kruiser“ aus dem 17. Jahrhundert, der ein kreuzendes (im Sinne von hin und her fahrend) Schiff bezeichnete.

## Geschichte

Geschützter Kreuzer Capitán Prat (Chile, 1892), Aufnahme um 1915

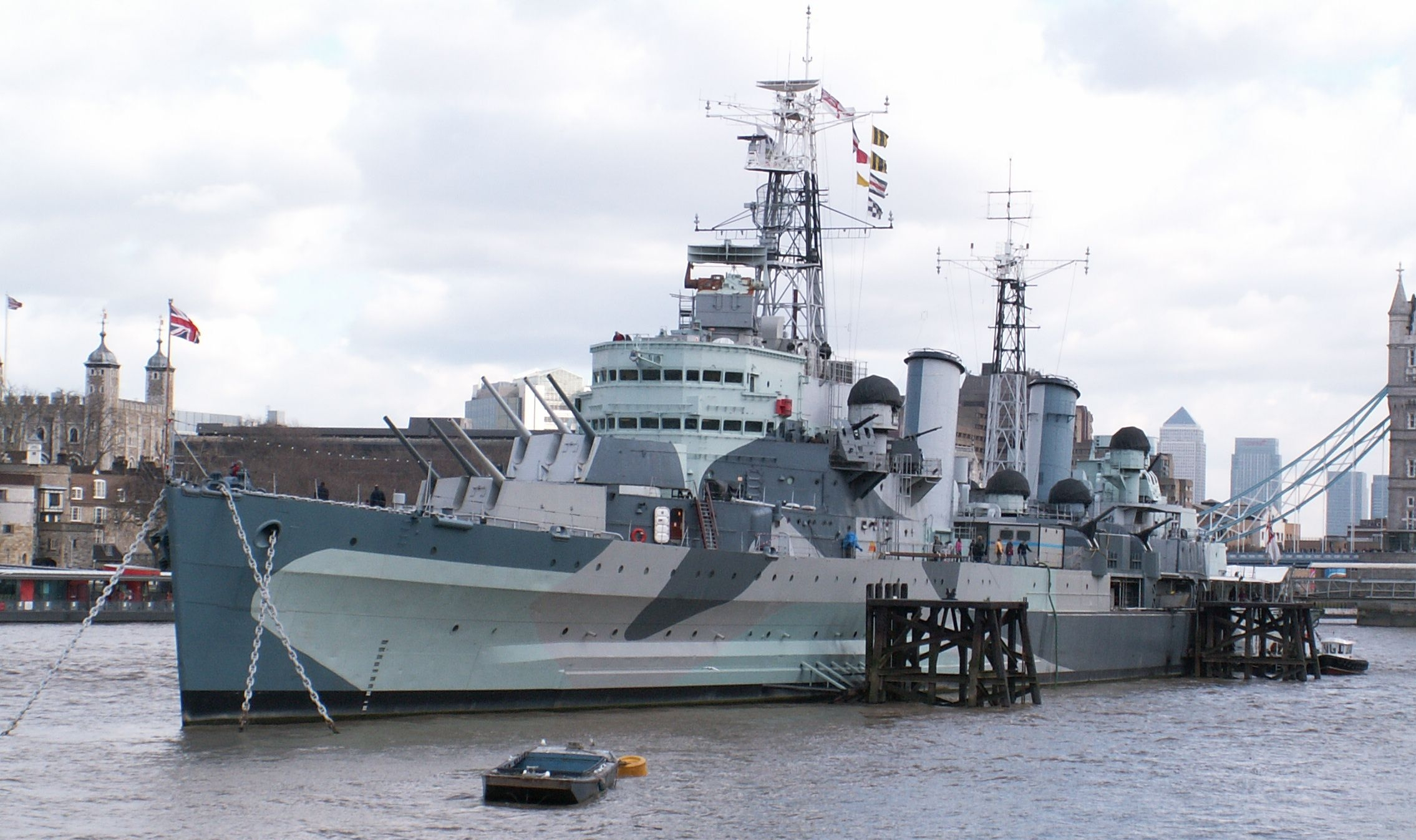
Der Leichte Kreuzer Belfast als Museumsschiff auf der Themse in London

Ihre Aufgaben in Kriegszeiten waren Aufklärung, Vorposten- und Blockadedienst, Handelsstörung, Operationen an feindlichen Küsten, Überwachung von Seewegen, Präsenz zeigen und auch das Aufspüren und Bekämpfen gegnerischer Kreuzer. In Friedenszeiten wurden Kreuzer zumeist zur Sicherung von Macht- und Sicherheitsinteressen in den ihnen zugewiesenen Seegebieten eingesetzt. In der Segelschiffära führten solche Aufgaben überwiegend Fregatten durch, aber auch Korvetten (bzw. Sloops), seltener auch Linienschiffe, wenn etwa eine stärkere Einheit benötigt wurde oder eine schwächere nicht verfügbar war.
Zum Schiffstyp wurde der Kreuzer etwa um 1860/70, als die Segelfregatte obsolet wurde und jene dampfbetriebenen Schiffe, die an deren Stelle treten sollten, nun „Kreuzer“ genannt wurden. Diese ersten Kreuzer waren mit leichter bis mittlerer Artillerie bewaffnet und nur schwach gepanzert. Dafür hatten sie eine recht große Reichweite und waren typischerweise schnell. Ihre Eigenschaften bezüglich Panzerung, Antrieb und Bewaffnung folgten der Regel „stärker zu sein als alle schnelleren Einheiten und schneller zu sein als alle stärkeren Einheiten“ (englisch „to outgun every ship they could not outrun and to outrun every ship they could not outgun“). In den Hauptseegebieten (also im 19. Jahrhundert die europäischen Gewässer) sollten sie primär als Handelsstörer agieren oder die stärkeren Schlachtgeschwader als Aufklärer unterstützen. In entfernten Seegebieten waren sie dagegen bestens geeignet, als größte lokale Einheit (oftmals als Flaggschiff eines kleinen Geschwaders) Stärke zu demonstrieren.

### Situation in Deutschland
In den Anfangsjahren der deutschen Marinen wurden in Anlehnung an die Segelschiffzeit die Klassifizierungen der mittelgroßen Schiffstypen in Gedeckte Korvetten und Glattdeckskorvetten (auch Ungedeckte Korvetten) vorgenommen. Ab 1884 wurden für diese Schiffe dann die Bezeichnungen Kreuzerfregatte und Kreuzerkorvette verwendet. Charakteristisch für die Schiffe dieser Klassifizierung war die vorhandene Hilfsbesegelung. Für Neubauten ohne Hilfsbesegelung wurde in dieser Zeit bereits der Begriff Kreuzer verwendet und in technischer Hinsicht nach der Art der Panzerung in ungeschützte Kreuzer, geschützte Kreuzer oder Panzerkreuzer (auch Panzerdeckskreuzer) unterschieden.
Ab 1893 ordnete die Kaiserliche Marine Kreuzer in vier Klassen (I. bis IV.) ein:
- Kreuzer I. Classe: Große Panzerkreuzer (etwa: Fürst Bismarck)
- Kreuzer II. Classe: neuere Kreuzerkorvetten (Planungsjahre nach 1885) und geschützte Kreuzer (etwa: Kaiserin Augusta und Victoria-Louise-Klasse)
- Kreuzer III. Classe: alte Kreuzerkorvetten (Planungsjahre vor 1885), kleinere geschützte Kreuzer bis etwa 4.000 tn.l. (etwa: Carola-Klasse, Ariadne, Gefion)
- Kreuzer IV. Classe: Kleinere ungeschützte Kreuzer (bis etwa 3.000 t) und Avisos (etwa: Bussard-Klasse, Schwalbe-Klasse)

1899 erfolgte eine erneute Umklassifizierung. Aus den Schiffen der I. und II. Klasse gingen die sog. Großen Kreuzer hervor. Die Schiffe der unteren III. und IV. Klasse stellten die Kleinen Kreuzer. Die Großen Kreuzer wurden etwa ab 1906/07 dann nochmals in Große Kreuzer, Panzerkreuzer und Schlachtkreuzer unterschieden, wobei sich die Schlachtkreuzer in Bauart und Einsatzzweck zunehmend von der Charakteristik des Kreuzers entfernten. Die Einteilung der Kleinen Kreuzer wurde nach 1900 nicht weiter verändert. Die k. u. k.-Marine verwendete für ihre modernen kleinen Kreuzer auch die Bezeichnung Rapidkreuzer.

## Nach dem Ersten Weltkrieg
Um eine Wiederholung des Dreadnought-Wettrüstens im frühen 20. Jahrhundert zu verhindern, schränkten die Siegermächte des Ersten Weltkriegs ihren Kriegsschiffbau zunächst durch internationale Flottenkonferenzen ein. Dies betraf entsprechend auch den Bau von Kreuzern. Der Washingtoner Flottenvertrag von 1922 schränkte den Bau von Kreuzern auf eine Standardverdrängung von maximal 10.000 Tonnen und eine Bewaffnung von Kanonen mit maximalem Kaliber 203 mm ein. Im Londoner Flottenvertrag 1930 wurde dann erstmals der Unterschied zwischen Leichten Kreuzern (bisher als Kleine Kreuzer klassifiziert) und Schweren Kreuzern vorgenommen und weitere Begrenzungen der Schiffe hinsichtlich Anzahl und Gesamttonnage der Unterzeichnernationen festgelegt. Großbritannien durfte demnach über 15 Schwere Kreuzer mit einer Tonnage von 147.000 Tonnen verfügen, die USA über 18 Schwere Kreuzer mit einer Tonnage von 180.000 und Japan über 12 Schwere Kreuzer mit einer Gesamttonnage von 100.450 Tonnen. Für Leichte Kreuzer gab es nur Gesamttonnagebegrenzungen ohne Angaben zur Anzahl. In der Folge wurden aus den Erfahrungen mit den Großen Kreuzern, Panzerkreuzern und Schlachtkreuzern die Schweren Kreuzer und weiterhin letztlich auch die Schlachtschiffe (weiter)entwickelt. Hintergrund hierfür war auch, dass nun auch die technischen Voraussetzungen mit immer stärkeren Schiffsmaschinen vorhanden waren, die auch schwer gepanzerten Schiffen hohe Geschwindigkeiten ermöglichten. Hierdurch geriet die ursprüngliche Konzeption der Kreuzer, gerade bei den Schlachtkreuzern, allerdings in den Hintergrund. International wurden in der Folge nach den neuen Bestimmungen eine Anzahl neuer Kreuzerklassen entwickelt, so die japanische Mogami-Klasse, die britische Neue Town-Klasse und die US Brooklyn-Klasse. Als Untergruppe der Leichten Kreuzer entstanden zudem die Flugabwehrkreuzer (Fla-Kreuzer/Flak-Kreuzer).
Für Deutschland galten die Rüstungsbeschränkungen des Versailler Vertrags. Die Folge war der Bau der „Panzerschiffe“ der Deutschland-Klasse.
Die Festlegungen im Deutsch-Britischen Flottenabkommen hoben 1935 die Vertragsbestimmungen durch Gesamttonnagebeschränkungen letztlich auf und ermöglichten somit dem nationalsozialistischen Deutschland ebenfalls den Neubau Schwerer Kreuzer, zu denen ab 1940 die Kriegsmarine auch ihre Panzerschiffe zählte.
Die ursprüngliche Einsatzrollen behielten Kreuzer noch bis ins 20. Jahrhundert hinein. Im Zweiten Weltkrieg waren sie auch zum Begleitschutz für wichtige Konvois kommandiert.
In den 1950er/60er Jahren büßten die Kreuzer ihre Bedeutung als Träger klassischer Artillerie ein. An ihre Stelle traten zunehmend Schiffe mit Raketenstartern unterschiedlicher Bestimmung, so etwa als Plattform für Marschflugkörper oder ballistische Raketen, die als Lenkwaffen- oder Raketenkreuzer bezeichnet wurden. Auch die Antriebstechnik entwickelte sich weiter, so gab es nach dem Zweiten Weltkrieg 13 Atomkreuzer, der erste war die Long Beach.

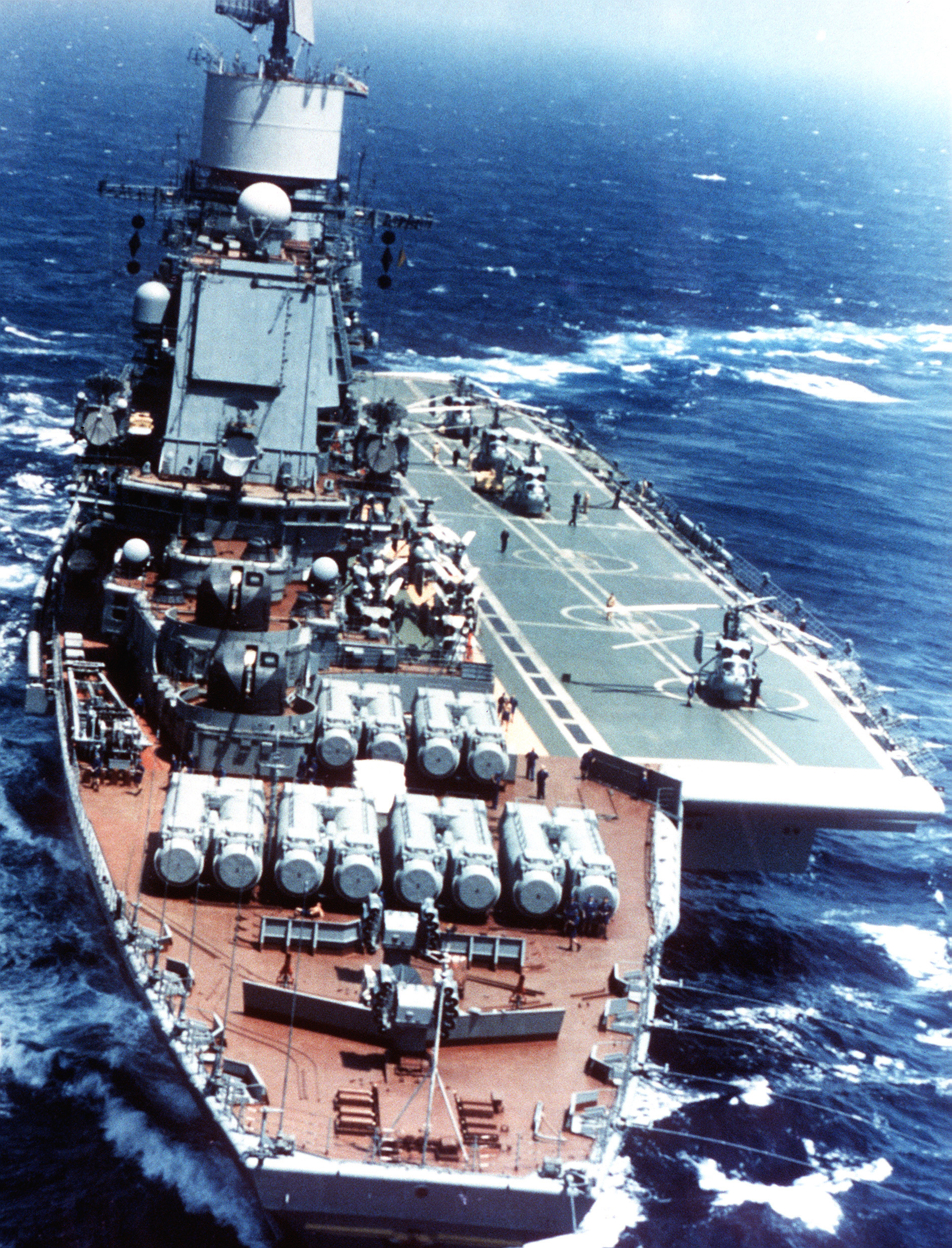
Flugdeckkreuzer der sowjetischen Marine der Kiew-Klasse

Als weitere Unterklasse der Kreuzer entwickelte die Sowjetische Marine in den 1960er Jahren auch sog. Flugdeckkreuzer, die vor allem zur U-Boot-Abwehr eingesetzt werden sollten. Diese Klasse führte ein Flugdeck sowie Hubschrauber und Flugzeuge mit Kurzstart und -landeeigenschaften (STOL) an Bord.

## Kreuzer im aktiven Dienst

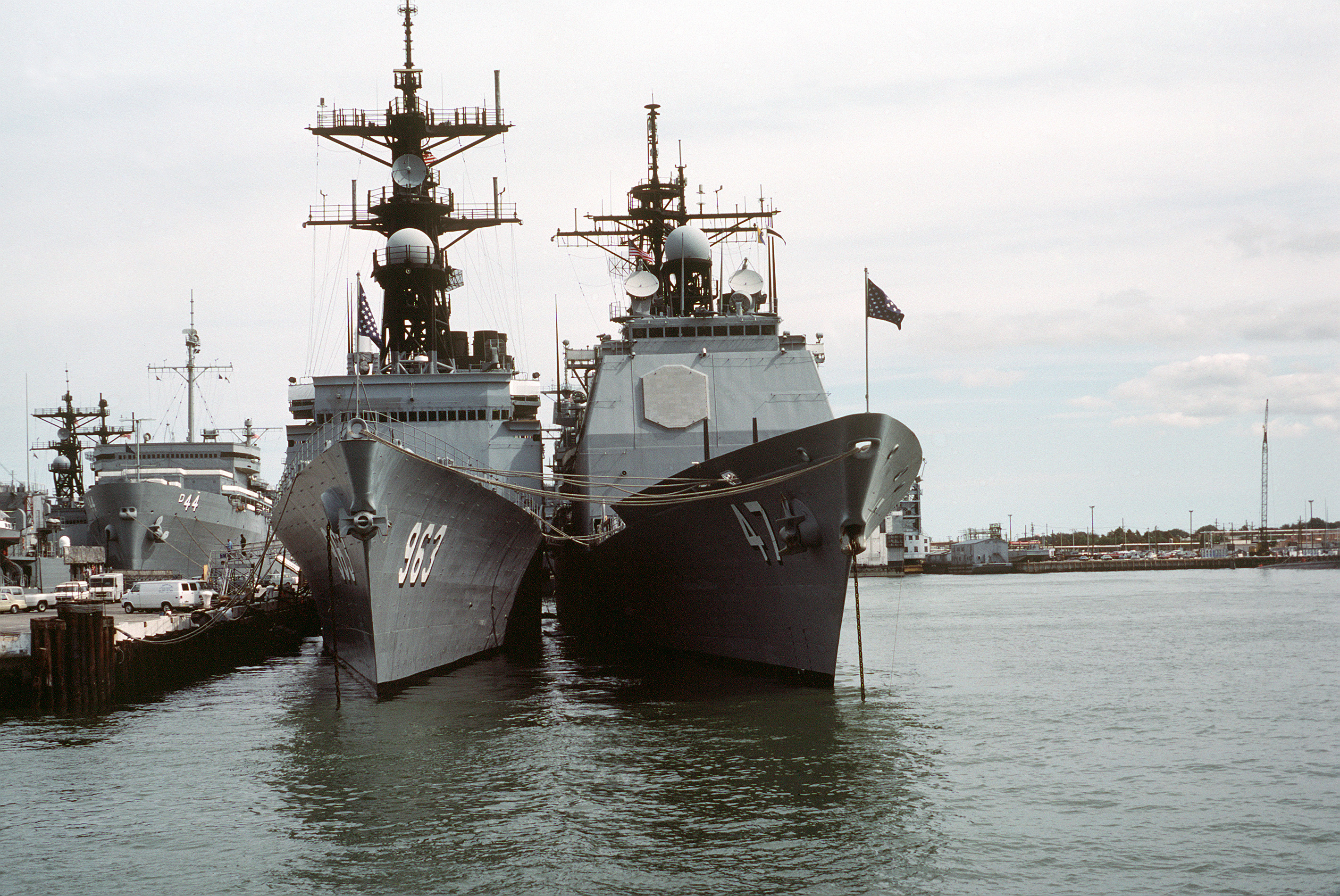
Das Kreuzerdesign der Ticonderoga-Klasse basiert auf dem Zerstörerdesign der Spruance-Klasse.

Es gibt weltweit nur noch zwei Marinen, die zusammen 25 als Kreuzer bezeichnete Schiffe im aktiven Dienst haben:
- Russische Marine (drei Schiffe):
  - Projekt 1164 (Slawa-Klasse) (zwei Schiffe; eins versenkt während der russischen Ukraineinvasion)
  - Projekt 1144 (Kirow-Klasse) (mit Kernenergieantrieb; ein Schiff, ein zweites Schiff wird derzeit modernisiert, und zwei weitere sind inaktiv)
- United States Navy (22 Schiffe):
  - Ticonderoga-Klasse

Der chinesische Typ 055 wird von der United States Navy ebenfalls als Lenkwaffenkreuzer (CG) klassifiziert.

## Arten von Kreuzern
Im Laufe der Zeit entstanden zahlreiche Bezeichnungen für verschiedene Kreuzertypen. Diese können sich auf technische oder administrative Aspekte oder den Einsatzzweck beziehen oder auch nur historisch bedingt sein. Dabei überschneiden sich die Begriffe vielfach.
Nach der Art ihrer Bewaffnung werden manche der den vorgenannten Typen zuzuordnende Schiffe auch als Torpedokreuzer, Flak-Kreuzer oder Minenkreuzer bezeichnet. Der Flottenkreuzer war ein Kreuzertyp der Royal Navy, der mit der Schlachtflotte zusammen zu deren Schutz operierte. Auslandskreuzer, Kolonialkreuzer und Stationskreuzer tragen ihren Namen auf Grund ihres Einsatzzweckes. Teilweise wurden dafür zweckgebaute Schiffe verwendet, teilweise ohnehin vorhandene Kreuzer. Nach dem Zweiten Weltkrieg änderte sich das Einsatzprofil von Kreuzern grundlegend, die Abgrenzung zu anderen Schiffsarten wurde unscharf. In Bezug auf Antrieb bzw. Bewaffnung entstanden die Bezeichnungen Atomkreuzer und Lenkwaffenkreuzer.
Besonders aus der Frühzeit des Kreuzerbaus (Ende des 19. Jh.) stammen die folgenden weiteren Kreuzerbezeichnungen:
- Als Dynamitkanonenkreuzer wurde das Versuchsschiff USS Vesuvius bezeichnet.
- Obwohl um 1900 fast alle größeren Kriegsschiffe einen Rammbug hatten, wurden einige so ausgerüstete Kreuzer auch als Rammkreuzer bezeichnet.
- Armstrong-Rendel-Kreuzer und Elswick-Kreuzer sind nach ihren Bauwerften benannten Schiffe, die zu ihrer Zeit Exporterfolge waren.
- Als Aufklärungskreuzer wurden Kreuzer bezeichnet, die im Aufklärungsdienst eingesetzt waren. Die Royal Navy baute im Ersten Weltkrieg spezielle Aufklärungskreuzer vom Typ „Scout“, die sich durch für die damalige Zeit hohe Geschwindigkeit von 25,5 kn (47 km/h) auszeichneten. Allerdings waren diese Schiffe für einen Kreuzer relativ schwach bewaffnet. Ähnliche Entwürfe der deutschen Kriegsmarine für einen Spähkreuzer wurden nicht realisiert.

Hilfskreuzer waren als umgebaute Handelsschiffe nur von ihrem Einsatzzweck, nicht aber von ihrer Bauart her Kreuzer. Ein Mischtyp sind Flugdeckkreuzer und Hubschrauberkreuzer. Keine Kreuzer nach Bauart und Einsatzzweck sind trotz ihrer Bezeichnung Schlachtkreuzer und Unterseekreuzer (U-Kreuzer).

### Zivile Kreuzer
Der Bedeutungsumfang des Wortes Kreuzer umfasst heute (über seine Definition hinausgehend, Seewege zu überwachen) auch größere Fahrzeuge von Rettungsgesellschaften und Küstenwachen, so Seenotkreuzer (SK) oder die von der DGzRS verwendete Schiffsbezeichnung Seenotrettungskreuzer (SRK). Größere Einheiten im Grenzaufsichtsdienst werden als Zollkreuzer bezeichnet.
Daneben werden auch einige Typen von Segelyachten als Kreuzer bezeichnet. Jollenkreuzer sind kleinere Segelboote, die aber mit einer Kajüte ausgerüstet sind und daher für längere Fahrten geeignet sind. Größer sind die Schärenkreuzer, daneben sind unter anderem auch die Seefahrtkreuzer und Vertenskreuzer zu nennen.